# Енсегенов, Сарсенбай Курманулы
Сарсенбай Курманулы Енсегенов (каз. Сәрсенбай Құрманұлы Еңсегенов, род. 26 марта 1963 года, с. Кенузек, Гурьевская область, Казахская ССР) — казахстанский государственный деятель, депутат Сената Парламента Республики Казахстан (2008—2020). С 12 декабря 2020 года — Советник Министра Экологии, геологии и природных ресурсов Республики Казахстан.

## Биография
Окончил Гурьевский педагогический институт в 1988 году, Казахский государственный национальный университет им. аль-Фараби в 1995 году.
1981—1983 гг. — фотокорреспондент газеты «Ленин жолы».
1988—1992 гг. — секретарь комитета комсомола СПТУ, заведующий отделом, первый секретарь Денгизского райкома ЛКСМК—СМК.
1992—1993 гг. — старший юрист Денгизского райсовета.
1993—2002 гг. — помощник прокурора Курмангазинского района, старший прокурор прокуратуры Атырауской области, заместитель прокурора города Атырау, начальник отдела прокуратуры Атырауской области.
2002—2004 гг. — заведующий отделом государственно-правовой и военно-мобилизационной работы, заместитель руководителя Аппарата акима Атырауской области.
Апрель 2004 — январь 2005 г. — председатель дисциплинарного совета Атырауской области.
Январь 2005 — февраль 2006 г. — руководитель Аппарата акима Атырауской области.
Февраль — октябрь 2006 г. — аким Жылыойского района.
Октябрь 2006 — октябрь 2008 г. — первый заместитель акима Атырауской области.
С 4 октября 2008 по 2020 г. — депутат Сената Парламента Республики Казахстан от Атырауской области. Был переизбран в октябре 2014 года. Член комитета по законодательству и правовой реформе (с декабря 2008 года). Секретарь комитета по экономическому развитию и предпринимательству. Член комитета по экономической политике, инновационному развитию и предпринимательству.
С 12 декабря 2020 года — Советник Министра Экологии, геологии и природных ресурсов Республики Казахстан.

## Прочие должности
Член группы по сотрудничеству с парламентами стран-участниц Шанхайской организации сотрудничества;
Член группы по сотрудничеству с федеральным собранием Австрии, парламентом Великобритании, национальным собранием Венгрии, Всекитайским собранием народных представителей, сенатом Чехии;

## Награды
- Орден «Курмет».
- Медаль «10 лет Конституции Республики Казахстан».
- Медаль «10 лет Парламенту Республики Казахстан».
- Орден «Содружество» (27 марта 2017 года, Межпарламентская ассамблея СНГ) — за активное участие в деятельности Межпарламентской Ассамблеи и её органов, вклад в укрепление дружбы между народами государств — участников Содружества Независимых Государств[3].
- Медаль «За укрепление парламентского сотрудничества» (24 ноября 2016 года, Межпарламентская ассамблея СНГ) — за особый вклад в развитие парламентаризма, укрепление демократии, обеспечение прав и свобод граждан в государствах — участниках Содружества Независимых Государств[4].
- Юбилейная медаль «МПА СНГ. 20 лет» (11 апреля 2013 года, Межпарламентская ассамблея СНГ) — за вклад в развитие и совершенствование правовых основ функционирования Содружества Независимых Государств, модельного и национального законодательства государств — участников МПА СНГ, а также в укрепление международных связей и межпарламентского сотрудничества[5].